# اسپارتا (کنتاکی)
اسپارتا (به انگلیسی: Sparta) شهری در ایالت کنتاکی کشور ایالات متحده آمریکا است که جمعیت آن در سرشماری سال ۲۰۱۰ میلادی، ۲۳۱ نفر بوده‌است.